# Zoë Më
Zoë Anina Kressler, művésznevén Zoë Më (Bázel, 2000. október 6. –) svájci énekesnő és zeneszerző. Ő képviselte Svájcot a 2025-ös Eurovíziós Dalfesztiválon Bázelben, a Voyage című dalával.

## Pályafutása
Kressler Bázelben született, majd Németországban élt, mielőtt családjával 2009-ben Fribourgba költözött. Már tíz éves korában elkezdte írni saját dalait, és egyedi poetry-pop stílusáról ismert, amelyben a német és a francia nyelvet, valamint a popzene és a sanzon műfaját ötvözi.
2024-ben elnyerte az RTS Artiste Radar és az SRF 3 Best Talent díjat, amelyet korábban olyan előadók kaptak meg, mint Nemo vagy Marius Bear. Pályafutása során rangos eseményeken lépett fel, többek között a Montreux-i Jazz Fesztiválon és a Luzern Live színpadán, valamint Remo Forrer és Joya Marleen turnéin is vendégelőadóként szerepelt.
2025. március 5-én az SRG SSR bejelentette, hogy az énekesnő képviseli Svájcot a 2025-ös Eurovíziós Dalfesztiválon Bázelben, a Voyage című dalával. A verseny május 17-én rendezett döntőjében a tizedik helyen végzett.
2025. június 20-án kiadta a Voyage című dalának egy új változatát, melyet a francia eurovíziós versenyzővel, Louane-nel közösen készített el. Július 4-én jelent meg Million de mois című kislemeze.

## Diszkográfia

### EP-k
- Le Loup (2024)
- Dorienne Gris (2024)

### Kislemezek
- Bärenbrüder (2018)
- Endlose Strasse (2019, Pablóval közösen)
- Itsuko (2020)
- Aimée (2020)
- Fallende Tänzer (2020)
- Kartenhaus (2020)
- Das Lied der Leichtigkeit (2021)
- Ok (2023)
- Lied ohne Ende (2023)
- Liste der Interdits (2024)
- Overdose (2024)
- Voyage (2025)
- Million de mois (2025)